# Корсон (округ)
Округ Корсон (англ. Corson County) располагается в штате Южная Дакота, США. Официально образован в 1909 году. По состоянию на 2010 год, численность населения составляла 4050 человека.

## География
По данным Бюро переписи США, общая площадь округа равняется 6550,117 км2, из которых 6405,076 км2 суша и 56 км2 или 2,23 % это водоёмы.

## Население
По данным переписи населения 2000 года в округе проживает 4 181 жителей в составе 1 271 домашних хозяйств и 949 семей. Плотность населения составляет 0,70 человек на км2. На территории округа насчитывается 1 536 жилых строений, при плотности застройки около 0,20-ти строений на км2. Расовый состав населения: белые — 60,80 %, афроамериканцы — 37,19 %, коренные американцы (индейцы) — 0,10 %, азиаты — 0,05 %, гавайцы — 0,00 %, представители других рас — 0,22 %, представители двух или более рас — 1,65 %. Испаноязычные составляли 2,13 % населения независимо от расы.
В составе 38,30 % из общего числа домашних хозяйств проживают дети в возрасте до 18 лет, 46,80 % домашних хозяйств представляют собой супружеские пары проживающие вместе, 19,70 % домашних хозяйств представляют собой одиноких женщин без супруга, 25,30 % домашних хозяйств не имеют отношения к семьям, 22,10 % домашних хозяйств состоят из одного человека, 10,00 % домашних хозяйств состоят из престарелых (65 лет и старше), проживающих в одиночестве. Средний размер домашнего хозяйства составляет 3,29 человека, и средний размер семьи 3,82 человека.
Возрастной состав округа: 36,90 % моложе 18 лет, 9,80 % от 18 до 24, 24,30 % от 25 до 44, 18,50 % от 45 до 64 и 18,50 % от 65 и старше. Средний возраст жителя округа 28 лет. На каждые 100 женщин приходится 102,00 мужчин. На каждые 100 женщин старше 18 лет приходится 100,80 мужчин.
Средний доход на домохозяйство в округе составлял 20 654 USD, на семью — 23 889 USD. Среднестатистический заработок мужчины был 22 717 USD против 19 609 USD для женщины. Доход на душу населения составлял 8 615 USD. Около 32,80 % семей и 41,00 % общего населения находились ниже черты бедности, в том числе — 48,60 % молодежи (тех, кому ещё не исполнилось 18 лет) и 32,70 % тех, кому было уже больше 65 лет.